# Llac Ziway
El Llac Ziway o Zway és un dels llacs de la Vall del Rift d'Etiòpia. És a uns 60 quilòmetres al sud d'Addis Abeba, a la frontera entre les regions (o kililoch) d'Oròmia i de les nacions i pobles del Sud. Els woreda (districtes) que tenen costa en el llac són Adami Tullu i Jido Kombolcha, Dugda Bora, i Ziway Dugda. La ciutat de Ziway és a la riba occidental del llac. El llac s'ompli sobretot per dos rius: el Meki a l'oest i el Katar a l'est, i es drena pel bulbar que desemboca al llac Abijatta. La conca del llac Ziway té una superfície de 7.025 k2.
El Llac Zway té 31 quilòmetres de llarg i 20 km d'ample, amb una superfície de 440 quilòmetres quadrats. Té una profunditat màxima de 9 m i és a una altitud de 1.636 m, segons el Compendi d'Estadístiques d'Etiòpia per als 1967-1968.
El llac està amenaçat pel bombament excessiu i no controlat d'aigua.